# Марк Октавий (народный трибун 133 года до н. э.)
Марк Октавий (лат. Marcus Octavius; умер после 123 года до н. э.) — римский политический деятель из плебейского рода Октавиев, народный трибун 133 года до н. э. Коллега и политический противник Тиберия Семпрония Гракха. Был низложен за противодействие аграрной реформе и после этого не смог продолжить карьеру.

## Происхождение
Марк Октавий принадлежал к плебейскому роду, возвышение которого началось в 230 году до н. э., когда Гней Октавий Руф стал квестором. Сын Гнея получил претуру (205 год до н. э.), внук — консулат (165 год до н. э.). Согласно одной из версий, Марк был сыном Октавия-консула.

## Биография
Античные авторы упоминают Марка Октавия в основном в связи с его трибунатом 133 года до н. э. Один из его коллег, Тиберий Семпроний Гракх, инициировал аграрную реформу, предполагавшую ограничение аренды ager publicus 500 югерами земли или тысячей югеров при наличии двух и более взрослых сыновей. Излишки подлежали изъятию и распределению между малоимущими гражданами в виде неотчуждаемых наделов, максимальная площадь которых могла составлять 30 югеров. Октавий наложил вето на законопроект.
Плутарх называет Марка в связи с этими событиями «близким товарищем Гракха», но сообщает, что этот трибун сам был крупным землевладельцем, так что реформа ему навредила бы. В историографии существует мнение, что дружба двух трибунов была выдумана Плутархом для драматизации повествования и что в действительности между Октавием и Гракхом могла быть старая семейная вражда. Антиковед Э. Линтотт полагает, что враги реформы смогли перетянуть Марка на свою сторону, хотя он и был другом Тиберия Семпрония.
Гракх попытался убедить коллегу снять вето; потерпев в этом неудачу, он приостановил деятельность всех магистратов. Когда стало ясно, что Марк не отступит, Тиберий предложил вынести вотум недоверия трибуну, который действует «не в интересах народа». В результате народного голосования Октавий был смещён со своей должности, что стало уникальным случаем в истории трибуната. Сразу после этого на Марка напала толпа сторонников Гракха. Экс-трибуну удалось бежать, но толпа выбила оба глаза его рабу, защищавшему хозяина.
В 123 году до н. э. одним из народных трибунов стал брат Тиберия Гракха Гай. Один из первых его законопроектов предполагал запрет на продолжение политической карьеры для людей, смещённых со своих должностей по решению народа. Согласно одной из версий античной традиции, целью этой инициативы была месть Октавию, и законопроект оказался настолько необычным для Рима, что его пришлось отозвать. Диодор Сицилийский сообщает, что Гай Семпроний простил Марка, уважив просьбы своей матери. Но в любом случае Октавий больше не упоминается в источниках.

## Потомки
Предположительно сыном Марка был Гней Октавий, консул 76 года до н. э.

## Оценки
Характеристики личности и деятельности Октавия в источниках зависят от политических симпатий их авторов. Так, Плутарх изобразил Марка как полную противоположность благородному юноше Тиберию Гракху. Оптимат Марк Туллий Цицерон называет Октавия «гражданином, на редкость преданным общественному благу».

## В культуре
Марк Октавий является одним из персонажей сериала Древний Рим: Расцвет и падение империи (эпизод «Революция»). Его играет Джеймс Хиллер.